# Joseph-Isidore Godelle
Pour les articles homonymes, voir Godelle.
Mgr Joseph-Isidore Godelle, né à Hannapes (Ardennes) en 1806 et mort à Chambéry (France) le 15 juillet 1867, est un ecclésiastique français.

## Biographie
Godelle fit ses études au séminaire de Reims. Aussitôt ordonné prêtre, il fut nommé curé de Remaucourt, puis de Librecy.
Il entra, le 5 mai 1839, au séminaire des Missions étrangères de Paris. Un an plus tard, Mgr Godelle arrivait à Pondichéry où il fut supérieur du séminaire régional et coadjuteur de Mgr Clément Bonnand en 1859.
Il est vicaire apostolique de Pondichéry, en Inde (évêque titulaire des Thermopyles (de) par Clément Bonnand avec comme co-consécrateur Étienne-Louis Charbonnaux (en)).